# Maoricrypta costata
Maoricrypta costata es una especie de molusco gasterópodo de la familia Calyptraeidae.

## Distribución geográfica

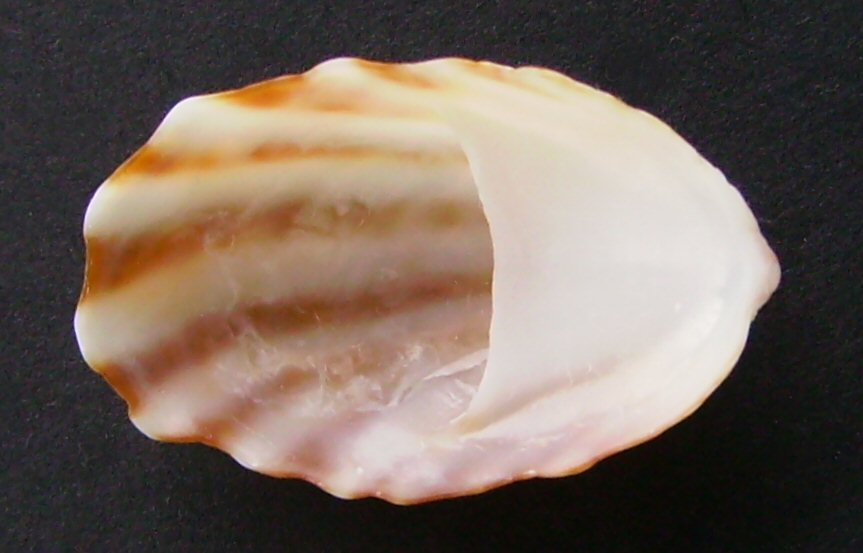
Maoricrypta costata, ventral view showing "shelf" or "deck".

Se encuentra  en Nueva Zelanda.